# Okręg wyborczy Stafford
Okręg wyborczy Stafford powstał w 1295 r. i wysyłał do brytyjskiej Izby Gmin dwóch deputowanych. W 1885 r. liczbę mandatów przypadających na okręg zmniejszono do jednego. Okręg zlikwidowano w 1950 r., ale przywrócono go ponownie w 1983 r. Okręg obejmuje miasto Stafford.

## Deputowani do brytyjskiej Izby Gmin z okręgu Stafford

### Deputowani w latach 1660–1885
- 1660–1661: Charles Wolseley
- 1660–1661: John Swinfen
- 1661–1674: Robert Milward
- 1661–1679: William Chetwynd
- 1674–1679: Walter Chetwynd
- 1679–1685: Thomas Armstrong
- 1679–1681: Thomas Wilbraham
- 1681–1685: Edwin Skrymsher
- 1685–1689: Walter Chetwynd
- 1685–1689: Rowland Okeover
- 1689–1690: Philip Foley
- 1689–1695: John Chetwynd
- 1690–1694: Jonathan Cope
- 1694–1712: Thomas Foley
- 1695–1701: Philip Foley
- 1701–1701: John Chetwynd
- 1701–1702: John Pershall
- 1702–1702: John Chetwynd
- 1702–1711: Walter Chetwynd, 1. wicehrabia Chetwynd
- 1711–1715: Henry Vernon
- 1712–1722: Walter Chetwynd, 1. wicehrabia Chetwynd
- 1715–1722: William Chetwynd
- 1722–1727: Thomas Foley
- 1722–1724: John Dolphin
- 1724–1725: Francis Elde
- 1725–1734: Walter Chetwynd, 1. wicehrabia Chetwynd
- 1727–1734: Joseph Nightingale
- 1734–1770: William Chetwynd, 3. wicehrabia Chetwynd
- 1734–1738: Thomas Foley
- 1738–1747: John Chetwynd, 2. wicehrabia Chetwynd
- 1747–1754: John Robins
- 1754–1765: William Richard Chetwynd
- 1765–1768: John Crewe
- 1768–1780: Richard Whitworth
- 1770–1774: William Neville Hart
- 1774–1780: Hugo Meynell
- 1780–1812: Edward Monckton
- 1780–1806: Richard Brinsley Sheridan
- 1806–1812: Richard Mansel-Philipps
- 1812–1818: Ralph Benson
- 1812–1818: Thomas Wilson
- 1818–1826: Benjamin Benyon
- 1818–1820: Samuel Homfray
- 1820–1826: George Chetwynd
- 1826–1826: Richard Ironmonger
- 1826–1830: Ralph Benson
- 1826–1830: Thomas Beaumont
- 1830–1832: John Campbell, wigowie
- 1830–1832: Thomas Gisborne młodszy
- 1832–1841: William Fawkener Chetwynd
- 1832–1835: Rees Howell Gronow
- 1835–1837: Francis Goodricke
- 1837–1841: Robert Farrand
- 1841–1847: Swynfen Carnegie
- 1841–1847: Edward Manningham-Buller
- 1847–1852: David Urquhart
- 1847–1852: Thomas Sidney
- 1852–1860: John Ayshford Wise
- 1852–1857: Arthur Otway
- 1857–1859: Charles Chetwynd-Talbot, wicehrabia Ingestre, Partia Konserwatywna
- 1859–1865: Thomas Salt, Partia Konserwatywna
- 1860–1865: Thomas Sidney
- 1865–1868: Michael Bass, Partia Liberalna
- 1865–1869: Walter Meller
- 1868–1869: Henry Davis Pochin
- 1869–1880: Thomas Salt, Partia Konserwatywna
- 1869–1874: Reginald Talbot
- 1874–1881: Alexander Macdonald
- 1880–1885: Charles McLaren, Partia Liberalna
- 1881–1885: Thomas Salt, Partia Konserwatywna

### Deputowani w latach 1885–1950
- 1885–1886: Charles McLaren, Partia Liberalna
- 1886–1892: Thomas Salt, Partia Konserwatywna
- 1892–1910: Theodore Shaw, Partia Liberalna
- 1910–1918: Richard Walter Essex
- 1918–1938: William Ormsby-Gore, Partia Konserwatywna
- 1938–1945: Peter Thorneycroft, Partia Konserwatywna
- 1945–1950: Stephen Swingler, Partia Pracy

### Deputowani po 1983 r.
- 1983–1984: Hugh Fraser, Partia Konserwatywna
- 1984–1997: Bill Cash, Partia Konserwatywna
- 1997–2010: David Kidney, Partia Pracy
- 2010–2019: Jeremy Lefroy, Partia Konserwatywna
- 2019–2024: Theo Clarke, Partia Konserwatywna
- 2024- : Leigh Ingham, Partia Pracy